# Marmorkräfta
Marmorkräfta (Procambarus virginalis) är ett partenogent kräftdjur som först observerades bland akvarister i Tyskland på 1990-talet. Marmorkräfta härstammar från Procambarus fallax som vilt förekommer i Florida och Georgia men någon vild ursprunglig population av marmorkräfta är inte känd. En studie 2017 av marmorkräftans genom visade att arten uppstod som en mutation i början av 1990-talet. Marmorkräftan är grönskimrande med tydligt mörka vattringar och dess svenska trivialnamn, marmorkräfta, som härstammar från tyskans Marmorkrebs, anspelar på skalets utseende.
På grund av artens invasiva spridning har EU beslutat om förbud mot innehav, handel, transport och utsläpp av kräftan.

## Anatomi och ekologi
Marmorkräftan är det enda kända tiofotade kräftdjur som förökar sig genom partenogenes (jungfrufödsel). Alla individer är honor och avkomman är genetiskt identisk med föräldern. Detta medför att den kan föröka sig snabbt även vid ogynnsamma förutsättningar. Arten Procambarus fallax är en tropisk art men marmorkräftan klarar att överleva på kallare breddgrader. Den kan också gräva ner sig i botten för att skydda sig mot kyla.

## Utbredning
Marmorkräftan uppvisar många förutsättningar för att bli en invasiv art eftersom det bara behövs en enda individ för att etablera en population och den har en mycket snabb reproduktion. Man känner till att marmorkräftan har introducerats i naturen på tre kontinenter. Den har återfunnits i det vilda i Tyskland, Italien, Nederländerna, England, Sverige, Madagaskar, och Japan, förmodligen genom att individer har släppts eller rymt från akvarier. På grund av dess snabba spridning har EU infört förbud mot innehav och handel med arten; den är även strikt reglerad i flera stater utanför EU.
Flertalet rapporter av marmorkräftor i det vilda i Europa har rört enstaka individer, men en etablerad population har dokumenterats i Tyskland, med en sekundär population på en annan tysk lokal. I december 2012 återfanns tre individer i Märstaån i Sigtuna kommun trots att det är förbjudet att föra in levande sötvattenkräftor till Sverige.
Populationen på Madagaskar växer fort, vilket oroar lokala myndigheter.
Inga fynd av marmorkräfta i det vilda är kända från Nordamerika men den är ett vanligt akvariedjur bland hobbyakvarister. På grund av oron för den skada som de kan åsamka i naturen har Missouri infört ett förbud mot att ha dessa djur i akvarier.